# Maino Neri
Maino Neri (Carpi, 1924. június 30. – Modena, 1995. december 8.) válogatott olasz labdarúgó, fedezet, edző.

## Pályafutása

### Klubcsapatban
1941 és 1951 között a Modena labdarúgója volt. 1951 és 1955 között az Internazionale csapatában szerepelt, ahol két bajnoki címet szerzett az együttessel (1952–53, 1953–54). 1955 és 1958 között a Brescia csapatában játszott és itt fejezte be az aktív labdarúgást.

### A válogatottban
1948 és 1954 között nyolc alkalommal szerepelt az olasz válogatottban. Részt vett az 1948-as londoni és az 1952-es helsinki olimpián. Tagja volt az 1954-es svájci világbajnokságon részt vevő válogatottnak.

### Edzőként
1959-ben korábbi klubja, az Internazionale ifjúsági csapatánál kezdte edzői pályafutását, majd 1960 és 1964 között az első csapat mellett volt segédedző. Az 1964–65-ös idényben a Modena, az 1966–67-esben a Lazio szakmai munkáját irányította. 1969-ben ideiglenesen az Internazionale vezetőedzőjeként tevékenykedett. 1969–70-ben a Como, 1971–72-ben a Reggina, 1973-ban a Lecce vezetőedzője volt.

## Sikerei, díjai
Internazionale
- Olasz bajnokság (Serie A)
  - bajnok: 1952–53, 1953–54